# Andrzej Mierzewski
Andrzej z Popowa Mierzewski  herbu Ostoja (zm. w 1617 r.) – pleban w Pobiedziskach, kanonik poznańskiej kapituły katedralnej od roku 1614.

## Życiorys

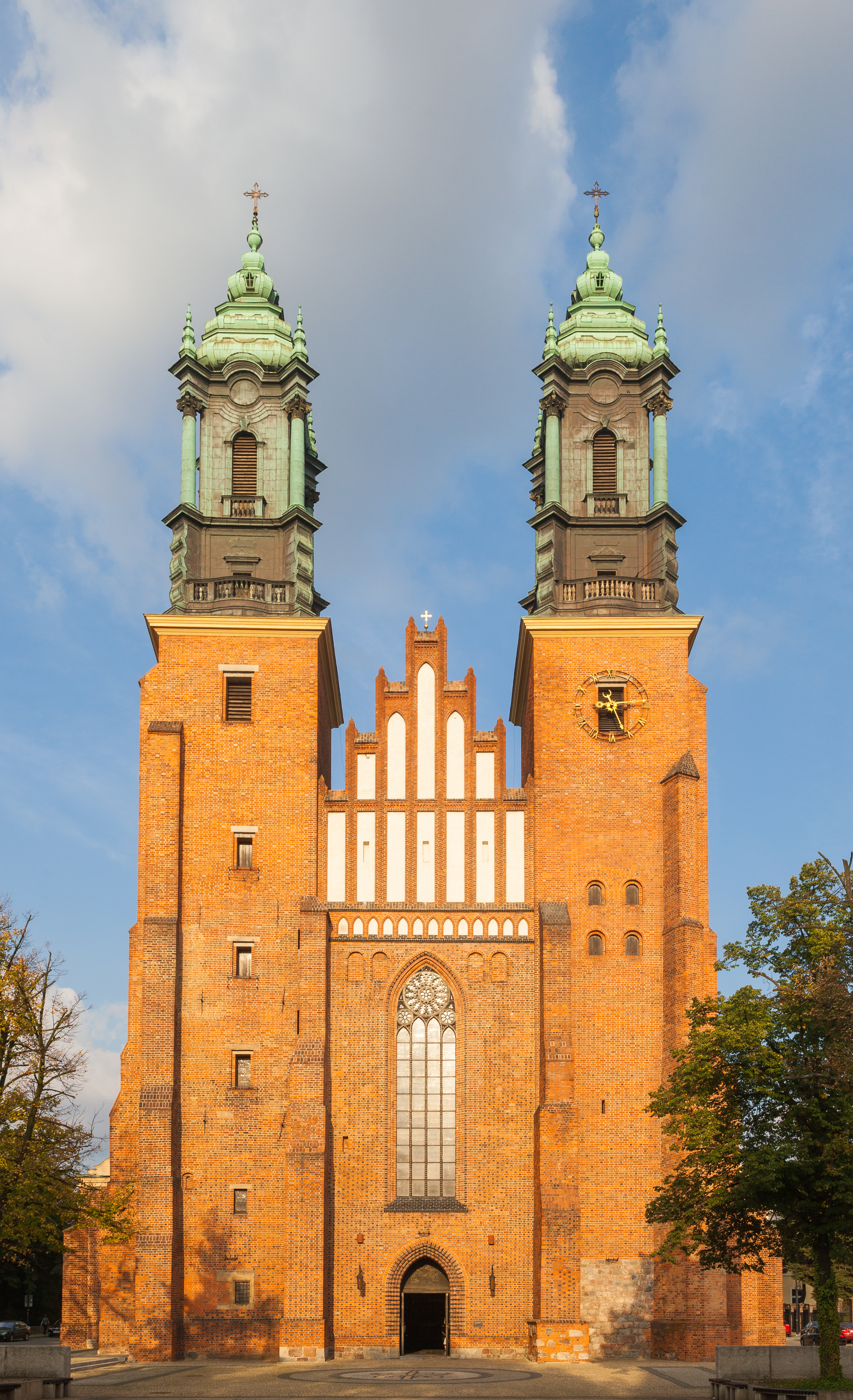
Katedra w Poznaniu (obecnie archikatedra)

Andrzej z Popowa Mierzewski był synem Eustachego, dziedzica części dóbr Mirzewo (obecnie Mierzejewo) i Doroty z Gnińskich. Jego przodkowie po mieczu pochodzili z Popowa w dawnym pow. kościańskim. Był prawnukiem Łukasza Popowskiego. Jego stryjem był ks. Abraham Mierzewski, dziekan szamotulski. Miał liczne rodzeństwo: Jadwigę Kurnatowską, Dorotę Szczytnicką, Annę, Urszulę, Jana i Stanisława. W roku 1613 Andrzej Mierzewski był plebanem w Pobiedziskach. W dniu 12 maja 1614 roku został instalowany na kanonii katedralnej poznańskiej (miał uposażenie na dobrach kórnickich w latach 1614-1617). Podał jako swój herb ojczysty Ostoję. Umarł przed 17 czerwca 1617 roku (tego dnia instalowany był jego następca).